# Буркинийско-нигерские отношения
Буркинийско-нигерские отношения — двусторонние дипломатические отношения между Буркина-Фасо и Нигером. Протяжённость государственной границы между странами составляет 386 км.

## История
В 1880-е годы между европейскими державами велась острая конкуренция за территории в Африке. Кульминацией этих событий стала Берлинская конференция 1884 года, на которой заинтересованные европейские страны согласовали свои территориальные претензии и правила ведения боевых действий. В результате Франция получила контроль над верхней долиной реки Нигер (примерно эквивалентной территориям современных Мали и Нигера). В 1880–1990-х годах Франция начала присоединять территорию современного Мали (тогда часто называемого Французским Суданом) и Буркина-Фасо (в те годы Французская Верхняя Вольта) а затем к 1900 году заняла территорию современного Нигера. Эти территории перешли под контроль французов и стали частью Французской Западной Африки. Внутренняя структура колониальных владений претерпела несколько изменений за время своего существования: Мали, Нигер и Буркина-Фасо изначально были объединены как Верхний Сенегал и Нигер, при этом Нигер представлял собой военную территорию, управляемую из Зиндера. Военная территория Нигера была отделена в 1911 году, став отдельной колонией в 1922 году, а Мали и Верхняя Вольта были образованы как отдельные колонии в 1919 году. До 1926-27 годов граница Нигер-Верхняя Вольта была полностью сформирована рекой Нигер, однако в этот период по указу Франции Нигер получил территории к западу от реки, которую он занимает и по настоящее время. Более точная граница между двумя территориями была проведена в 1927 году. В 1932 году Верхняя Вольта была упразднена, а её территория разделена между окружающими колониями. В результате Нигер получил большую часть восточных районов Верхней Вольты, что дало ему общую границу с французскими колониями Того и Кот-д'Ивуаром. Верхняя Вольта была восстановлена в 1947 году в прежних границах.
По мере роста движения за деколонизацию в эпоху после окончания Второй мировой войны Франция постепенно предоставляла больше политических прав и свобод своим африканским территориям, что привело к обретению широкой внутренней автономии каждой колонии в 1958 году в рамках Французского сообщества. В августе 1960 года и Нигер, и Верхняя Вольта (переименованная в Буркина-Фасо в 1984 году) получили независимость, и их общая граница стала международной границей между двумя суверенными государствами. 23 июня 1964 года два новых правительства встретились и формально согласились урегулировать общую границу, однако, окончательная договоренность не была достигнута на переговорах. Полная демаркация границы оставалась незавершенной до конца 1980-х годов, однако споры по поводу интерпретации договоров колониальной эпохи о границах побудили два государства передать территориальный спор на разрешение в Международный суд ООН в 2010 году. В 2013 году Международный суд ООН рекомендовал несколько небольших территориальных обменов, которые были приняты обоими правительствами.

## Торговля
В 2020 году экспорт товаров Буркина-Фасо в Нигер составил сумму 26,78 млн долларов США: металлургическая продукция, соль, сера, земля, камень, гипс, известь, цемент, дубильные вещества, химическая продукция, напитки, спиртные напитки, уксус, изделия из чугуна или стали, злаки, съедобные фрукты, орехи, дыни, взрывчатые вещества, пиротехника, спички, удобрения.
В 2020 году экспорт товаров Нигера в Буркина-Фасо составил сумму 100,97 млн долларов США: минеральное топливо, масла, продукты перегонки, съедобные продукты, транспортные средства, фармацевтическая продукция, пластмассы, электрооборудование, книги, газеты, овощи, корнеплоды, обувь, гетры, стекло, шерсть, пряжа и ткань из конского волоса.

## Дипломатические представительства
- Буркина-Фасо имеет генеральное консульство в Ниамее[13].
- Нигер содержит генеральное консульство в Уагадугу[14].